# この青い空、みどり 〜BLUE IN GREEN〜
「この青い空、みどり 〜BLUE IN GREEN〜」（このあおいそら・みどり ブルー・イン・グリーン）は、サザンオールスターズの楽曲。自身の46作目のシングルとして、タイシタレーベルから12cmCD・12インチレコードで2000年11月1日に発売された。
2014年12月17日からはダウンロード配信、2019年12月20日からはストリーミング配信が開始されている。

## 背景
本作を最後にギターの大森隆志が休養に入り、2001年8月に脱退した。そのため6人体制では最後のシングルである。本作、そして直後に発売されたバラード・ベスト・アルバム『バラッド3 〜the album of LOVE〜』をリリースしてからは、メンバーがそれぞれのソロ活動に入り、再びサザンとしての活動を休止することとなった。

## プロモーション
テレビ披露
| 放送日         | 番組名                               | 放送局     | 披露曲                                                                 | 出典  |
| -------------- | ------------------------------------ | ---------- | ---------------------------------------------------------------------- | ----- |
| 2000年11月3日  | ミュージックステーション             | テレビ朝日 | 「この青い空、みどり 〜BLUE IN GREEN〜」                               | [ 6 ] |
| 2000年11月13日 | HEY!HEY!HEY! MUSIC CHAMP             | フジテレビ | 「この青い空、みどり 〜BLUE IN GREEN〜」                               | [ 7 ] |
| 2000年12月29日 | 桑田佳祐の音楽寅さん 〜MUSIC TIGER〜 | フジテレビ | 「この青い空、みどり 〜BLUE IN GREEN〜」 「TSUNAMI」 「HOTEL PACIFIC」 |       |

## チャート成績
本作はオリコン週間ランキングで最高3位を記録し、累計35.4万枚（オリコン調べ）を売り上げた。

## 収録曲

### CD盤
- 収録時間：14:01[9]

1. この青い空、みどり 〜BLUE IN GREEN〜 (4:26)
（作詞・作曲:桑田佳祐　英語補作詞:Tommy Snyder　編曲:サザンオールスターズ）
関西テレビ・フジテレビ系ドラマ『神様のいたずら』主題歌。桑田出演のフジテレビ系冠番組『桑田佳祐の音楽寅さん 〜MUSIC TIGER〜』エンディングテーマ。桑田出演のWOWOW CMソング。
桑田によるアコースティックギターとハーモニカが印象的な楽曲[10]。
ビートルズの楽曲「ビコーズ」の「空が青すぎると悲しくなってしまう」という歌詞にインスパイヤされて制作された[10]。タイトルの「この青い空、みどり」の部分は「Free & Easy」誌の取材で沖縄に行った際に思いついたといい、表紙にそのフレーズが載っている。「BLUE IN GREEN」の部分は発売年にリリースされた島健の同名のアルバムに影響を受けて引用したもので[注釈 2]、またその影響と沖縄の青空・海・サトウキビ畑の風景を見たことがきっかけで、「この青い空、みどり」の部分も浮かんだという[11]。このタイトルについては当時の日本や未来を想像した憂愁やそれ以上の希望の言葉、21世紀への期待、人間賛歌、友や家族への愛情、デビュー以来ずっと支えてくれたファンへの深い感謝の気持ち、サザンのメンバー同志の絆などといったことが託されているとディレクターの松元直樹が述べている[4]。
レコーディング自体は「TSUNAMI」と同時期の1999年秋ごろから始まっていた。年明けに「TSUNAMI」が大ヒット、そして8月の『茅ヶ崎ライブ』の開催に伴い、ライブのテーマ曲として「HOTEL PACIFIC」の制作が急務となったため、曲調も相まって『茅ヶ崎ライブ』後の秋にリリースすることが決まった経緯がある[11]。
2. チャイナムーンとビーフン娘 (4:54)
（作詞:関口和之　作曲:原由子　編曲:サザンオールスターズ　弦編曲:島健）
原由子ボーカル曲。歌詞は、中国から神奈川県横浜市中区山下町にある横浜中華街に出稼ぎに来た少女が、忙しくもひたむきな毎日を送りながら、夜空を見上げると日本でも中国と同じ月が見られて故郷を思い出す、という心情を歌っている[4]。
当初のタイトルは「横浜チャイナムーン」で、リリース直前の告知ポスターなどでも当初のタイトルで表記されていたが、桑田から「タイトルがありきたりでは」の一言があったため、関口が改めて考案し、最終的にこのタイトルになった。桑田はタイトルへの助言以外、制作には一切関わらずメンバーに一任している[12]。
3. 心を込めて花束を <茅ヶ崎ライブVersion> (4:41)
（作詞・作曲:桑田佳祐　編曲:サザンオールスターズ）
1996年のアルバム『Young Love』収録曲。本作では同年8月に行われた野外コンサート『サザンオールスターズ 茅ヶ崎ライブ』での音源を収録している[4]。原曲が完全なオーケストラ・サウンドであるのに対し、こちらはバンド・サウンドである[13]。
冒頭には桑田が「茅ヶ崎に生まれて良かったです!!」と叫んだ感謝の言葉や観客に再会を約束するセリフ、歌い終わりには「どうもありがとう!!」と叫んだシーンもそのまま収録された[13]。
またこのライブを最後にギターの大森隆志が休養しその後2001年8月に脱退したため、デビュー時のオリジナルメンバー6人が演奏に参加した最後のライブ音源となった。

### アナログ盤
1. この青い空、みどり 〜BLUE IN GREEN〜
（作詞・作曲:桑田佳祐　編曲:サザンオールスターズ）
2. チャイナムーンとビーフン娘
（作詞:関口和之　作曲:原由子　編曲:サザンオールスターズ　弦編曲:島健）
3. いなせなロコモーション <茅ヶ崎ライブVersion>
（作詞・作曲:桑田佳祐　編曲:サザンオールスターズ）
アナログ盤にのみ収録。1980年発売の8枚目シングル。音源は「心を込めて花束を <茅ヶ崎ライブVersion>」と同じ時の物である[4]。
4. 心を込めて花束を <茅ヶ崎ライブVersion>
（作詞・作曲:桑田佳祐　編曲:サザンオールスターズ）

## 参加ミュージシャン

### CD盤
- 桑田佳祐:Vocal(#1,3)、Guitars(#1,2)、Harmonica(#1)
- 大森隆志:Guitars(#1 - 3)
- 関口和之:Bass(#1 - 3)
- 松田弘:Drums(#1 - 3)
- 原由子:Keyboards(#1 - 3)、Vocal(#2)
- 野沢秀行:Percussion(#1 - 3)
- この青い空、みどり 〜BLUE IN GREEN〜
  - 角谷仁宣:Computer Programming
- チャイナムーンとビーフン娘
  - 角谷仁宣:Computer Programming
  - 小倉博和:Steel & Electric Guitars
  - 金原千恵子ストリングス:Strings
  - 金原千恵子:Cornet Violin
- 心を込めて花束を <茅ヶ崎ライブVersion>
  - 片山敦夫:Keyboards
  - 清水美恵:Chorus
  - 包国充:Saxophone & Flute
  - 山本拓夫:Saxophone
  - 荒木敏男:Trumpet
  - 村田陽一:Trombone

### アナログ盤
※CD盤に収録されている楽曲については省略する。
- 桑田佳祐:Vocal(#1,3,4)、Guitars(#1,2)
- 大森隆志:Guitars(#1-4)
- 関口和之:Bass(#1-4)
- 松田弘:Drums(#1-4)
- 原由子:Keyboards(#1-4)、Vocal(#2)
- 野沢秀行:Percussion(#1-4)
- いなせなロコモーション <茅ヶ崎ライブVersion>
  - 片山敦夫:Keyboards
  - 清水美恵:Chorus
  - 包国充:Saxophone & Flute
  - 山本拓夫:Saxophone
  - 荒木敏男:Trumpet
  - 村田陽一:Trombone

## 収録アルバム
| 曲名                                 | 作品名         |
| ------------------------------------ | -------------- |
| この青い空、みどり 〜BLUE IN GREEN〜 | アルバム未収録 |
| チャイナムーンとビーフン娘           | アルバム未収録 |

## ミュージック・ビデオ収録作品
| 曲名                                 | 作品名 |
| ------------------------------------ | ------ |
| この青い空、みどり 〜BLUE IN GREEN〜 | 未収録 |
| チャイナムーンとビーフン娘           | 未収録 |

## ライブ映像作品
| 曲名                                 | 作品名 |
| ------------------------------------ | ------ |
| この青い空、みどり 〜BLUE IN GREEN〜 | 未収録 |
| チャイナムーンとビーフン娘           | 未収録 |